# Perusia

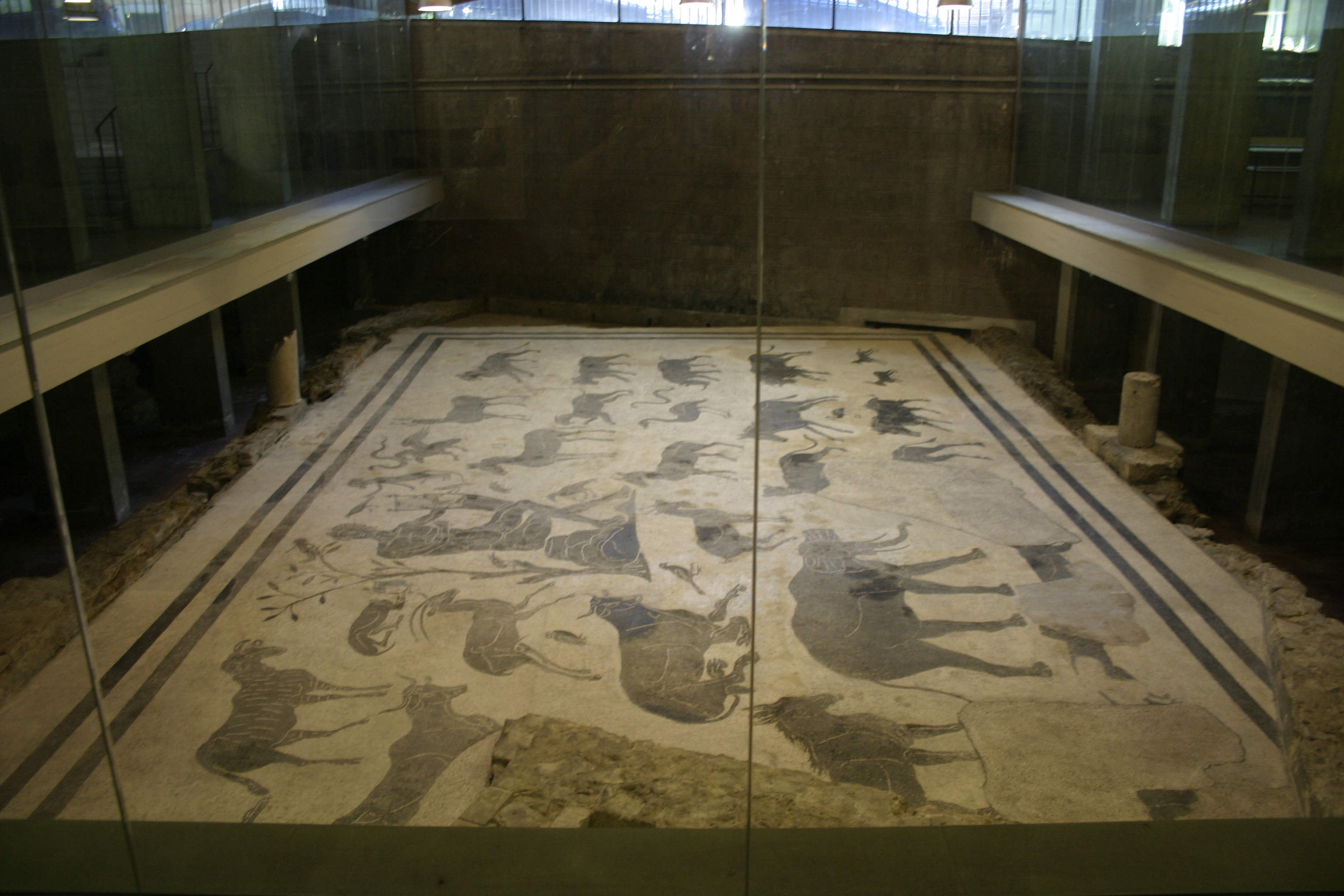
Mosaico di Orfeo, resti dell'edificio termale

L'antica Perusia, oggi Perugia, appare per la prima volta nella storia come una delle dodici città confederate della dodecapoli etrusca. Viene menzionata per la prima volta nel racconto della guerra del 310-309 a.C. tra gli Etruschi e i Romani. Ebbe inoltre un importante ruolo nella Battaglia del Sentino del 295 a.C. e fu presa, insieme alle rivoltose Volsinii e Arretium (le moderne Orvieto e Arezzo), per raggiungere un periodo di pace negli anni seguenti.

## Storia
Secondo le testimonianze degli storici del periodo imperiale, Perusia era sotto la clientela di Antonio, pur conservando la propria lingua (l'uso dell'etrusco è documentato in città fino a tarda età repubblicana) ed una limitata autonomia municipale.
Nel 216 e nel 205 a.C. affiancò Roma nella guerra contro Annibale, ma è solo a partire dal I secolo a.C., in seguito alla Guerra sociale, che Perugia si integra pienamente nello stato romano con la concessione della cittadinanza (89 a.C.).  Successivamente non viene menzionata sino al 41-40 a.C. (Bellum Perusinum), quando Lucio Antonio si rifugiò qui, e venne catturato da Ottaviano dopo un lungo assedio. Alcuni degli assediati fuggirono in Gallia, e fondarono, secondo una storia locale, la città di Perouges nella Provincia di Dauphine (nell'odierna Francia).
Gli assedianti ricorsero, come testimoniano i ritrovamenti di grandi proiettili fuori e dentro le mura, anche alle catapulte. La città fu messa a fuoco, con l'eccezione dei templi di Vulcano e Giunone - naturalmente le spesse mura a terrazzo etrusche devono aver comunque retto alle fiamme - e venne dato il permesso a chiunque di occupare il territorio cittadino sino a un miglio di distanza.
La città venne quindi riconsegnata alla cittadinanza dal nuovo imperatore Augusto, che le permise di fregiarsi in suo onore del titolo di Augusta, come si può leggere nelle iscrizioni presenti tutt'oggi in città (Augusta sacr(um) Perusia restituta). Viene citata da Plinio il Vecchio tra le città dell'Etruria.
In età imperiale la città si espande ben oltre la cinta etrusca, come testimoniano l'anfiteatro ed il tempio di Marte, od il mosaico rappresentante il mito di Orfeo (II secolo d.C.) nei pressi del quale sorgevano le terme.
Nella seconda metà del III secolo l'imperatore Vibio Treboniano Gallo, perugino d'origine, dà alla città lo ius coloniæ, è quindi solo a partire dal 251-253 che Perusia divenne una colonia indipendente.
Ancora nel IV secolo tuttavia, nel clima dell'effimera ripresa economica e politica dell'Impero che precede le invasioni barbariche e la caduta dell'Occidente romano, Perugia, pur essendo oramai pienamente latinizzata, non può dimenticare il suo passato etrusco e continua a partecipare ai giochi confederati etruschi, che si svolgono nel Fanum Voltumnae, nei pressi dell'odierna Orvieto.